# Atmometer

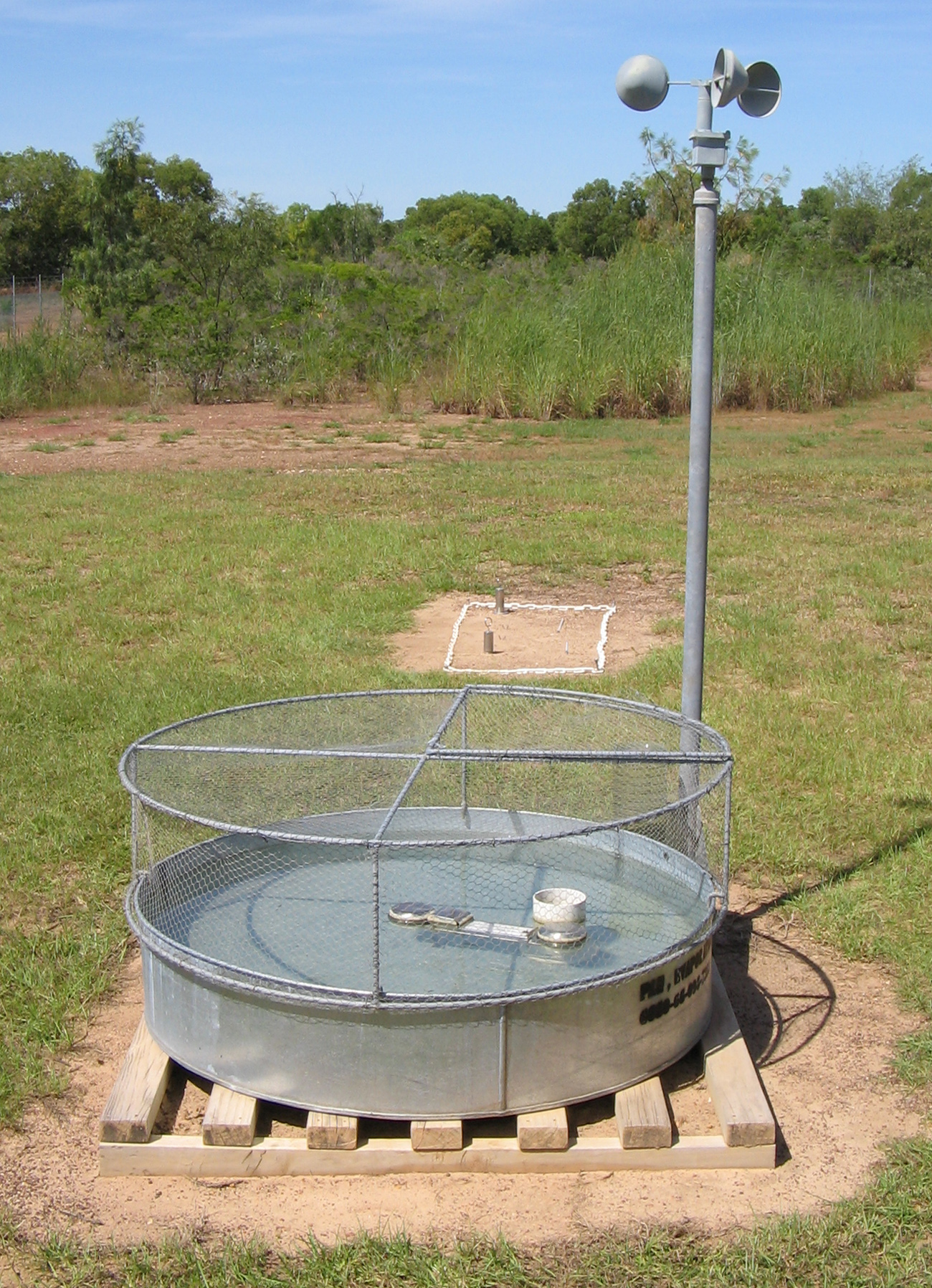
Ein Atmometer des Meteorologischen Dienstes von Australien

Ein Atmometer (griechisch, auch Atmidometer oder Evaporometer) ist ein Instrument zum Messen der Größe der Verdunstung. Um diese zu messen, sind unterschiedliche Verfahren möglich. Atmometer können, je nachdem wie die Messung erfolgt, in zwei Klassen aufgeteilt werden: 1. Verdunstung durch die Verringerung des Volumens, 2. Gewichtsverlust des Wassers, das der Verdunstung ausgesetzt wurde.

## Einfache Verdunstung
Eine einfache Möglichkeit die Verdunstung zu messen, besteht darin, Gefäße mit einer bestimmten Menge Wasser der Einwirkung der atmosphärischen Luft auszusetzen. Aus der Differenz zwischen der Menge des ursprünglich vorhandenen Wassers und der, die nach dem Ablauf einer bestimmten Zeit zurückgeblieben ist, lässt sich die Größe der Verdunstung ermitteln. Die Differenz kann entweder über die Masse (über die Gewichtskraft) oder das Volumen bestimmt werden; aus beiden kann man, wenn die Öffnung des Gefäßes bekannt ist, die Menge des verdunsteten Wassers berechnen.
Das Atmometer der Klasse 1 ist ungeeignet, wenn es Frost ausgesetzt wird, und kann durch diesen zerstört werden. Weitere Nachteile sind die direkte Sonneneinstrahlung oder eine Beeinflussung der Wassermenge durch Niederschläge. Die bekanntesten Apparate dieser Art sind von Adolf Mühry, Michael Prestel, Johann von Lamont, Albert Piche und Morgenstern konstruiert. Zu dieser Gruppe gehört auch Dufours Siccimeter, das die Differenz zwischen Regenmenge und Verdunstung angeben soll.

## Messung des Gewichtsverlusts

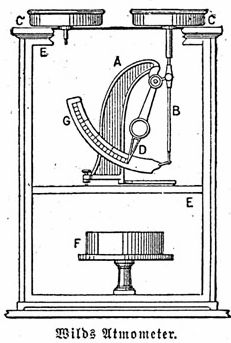
Atmometer

Viele Konstruktionen nutzen die Verdunstung, die mittels Wägung bestimmt wird. Die bekanntesten sind von Horace Bénédict de Saussure und Heinrich von Wild angegeben, von denen das letztere in der Zeichnung dargestellt ist.
Im Wesentlichen besteht das Atmometer von Wild aus einem schalenartigen Gefäß C, welches auf einer der Briefwaage ähnliche Vorrichtung A aufgesetzt werden kann. Ist das Schälchen wasserleer, so steht der Zeiger D auf dem Nullstrich der Skala; wird es aber durch eingegossenes Wasser belastet, so wird der Zeiger auf der Skala gehoben. Bei der Beobachtung wird die Schale C mit Wasser gefüllt, auf den Stift B der Waage gesetzt und der Stand des Zeigers D am Gradbogen G notiert, hierauf von der Waage abgenommen und nach Verlauf der Beobachtungsperiode (24 Stunden) wieder auf die Waage gesetzt und die neue Lage des Zeigers bestimmt.
Die Differenz der beiden Ablesungen gibt je nach der Natur der Teilung entweder das Gewicht des verdunsteten Wassers oder seine Höhe in Millimetern an. Die ganze Wägevorrichtung ist in einem Kästchen E eingeschlossen, in dessen unterm Fach ein Schälchen mit Chlorcalcium F aufgestellt ist, um die Luft im Innern desselben trocken zu halten und die Metallteile des Instruments vor Oxidation zu schützen.
Als Resultat der bisher angestellten Verdunstungsbeobachtungen ergibt sich, dass dieselben wegen des Einflusses, den die Temperatur und die Luftbewegung ausüben, nur in ungenügender Weise die Verhältnisse der Verdunstung wiedergeben, wie sie in der Natur stattfindet. Dazu sind nur größere Verdunstungsbehälter oder allenfalls Verdunstungsmesser geeignet, bei welchen das eigentliche Verdunstungsgefäß in ein größeres, mit Wasser gefülltes eingelassen ist.